# Угол отсечки
Угол отсечки ({\displaystyle \vartheta }, рад) — величина, равная произведению угловой частоты входного напряжения электронного прибора на промежуток времени, в течение которого ток изменяется от максимального значения до нуля. Частное определение: угол отсечки — половина фазового угла, в течение которого электронный прибор открыт, то есть через него протекает ненулевой ток.
Угол отсечки можно определить из соотношения {\displaystyle U_{0}+U_{m}\cos \vartheta =U_{\text{н}}}, где {\displaystyle U_{0}} — постоянная составляющая, {\displaystyle U_{m}} — амплитуда входного напряжения электронного прибора {\displaystyle u(t)=U_{0}+U_{m}\cos(\omega t)}, {\displaystyle U_{\text{н}}} — напряжение отсечки. Откуда {\displaystyle \vartheta =\arccos((U_{\text{н}}-U_{0})/U_{m}).}
Экспериментально угол отсечки можно получить, измеряя ток, протекающий через электронный прибор.
| {\displaystyle \vartheta ={\frac {\omega \Delta t}{2}},} |

где {\displaystyle \omega } — угловая частота входного напряжения, {\displaystyle \Delta t} — время, в течение которого электронный прибор открыт.